# تئونیس فان شالکویک
تئونیس فان شالکویک (انگلیسی: Theunis van Schalkwyk؛ ۱۴ سپتامبر ۱۹۲۹ – ۲۷ اوت ۲۰۰۵) ورزشکار بوکس اهل آفریقای جنوبی بود.
وی در مسابقات کشوری و بین‌المللی در مجموع برندهٔ ۱ مدال طلا، ۱ مدال نقره شده‌است.